# Грушевско-Донская железная дорога
Грушевско-Донская железная дорога — одна из первых железных дорог России, соединившая Грушевку с Аксаем через Новочеркасск.

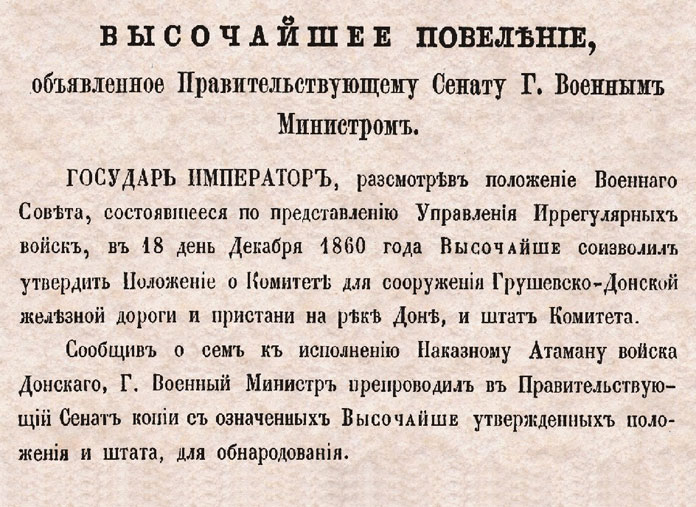

К 1860 году добыча угля на Грушевских копях (ныне Шахты) составляла более 3 млн пудов в год. Существовал и рынок сбыта, но нормального транспортного пути не было, что делало вывоз угля делом дорогим и сложным. Добываемый уголь перевозили за 34 версты гужевым транспортом на волах к Дону, в станице Мелеховской (7 вёрст от Новочеркасска) перегружали на баржи и уже оттуда отправляли заказчикам. Такой способ доставки был доступен только во время летней навигации, зимой река замерзала, да и в межсезонье вывозу мешала распутица. Черноморский флот потреблял уголь, но уголь из Англии, так как Грушевский антрацит был дорог. Назрела необходимость в создании надёжного круглогодичного пути вывоза угля.
Инициатором постройки железной дороги был казачий атаман Михаил Григорьевич Хомутов. Им 1 марта 1860 года было подано ходатайство на имя военного министра. Уже 16 мая 1860 года император Александр II подписал указ о строительстве дороги. 18 декабря 1860 года Александр II утверждает «Положение о Комитете для сооружения Грушевско-Донской железной дороги и пристани на реке Доне».
В 1861 году был сделан окончательный выбор направления железной дороги. Было решено что она пойдёт от Грушевских копей не к Мелеховской, а к станице Аксайской (ныне Аксай).
2 апреля 1861 года неподалёку от Новочеркасска провели торжественную церемонию начала работ, о чём писали «Донские войсковые ведомости».
Работами по сооружению дороги руководил инженер путей сообщения Валерьян Александрович Панаев. К строительству привлекли свыше трёх тысяч работников: крестьян (Харьковской, Курской, Орловской, Смоленской губерний) и шахтёров с Грушевских копей.
Паровозы и вагоны для дороги были заказаны в Бельгии. Причём вагоны заказаны были особые, это было первое появление полувагонов на дорогах России. Поставку шпал и рельсовых скреплений взяли на себя новочеркасские торговцы и промышленники А. И. Сербинов и С. Н. Кошкин. Также в Бельгии заказаны были паровые машины, краны, поворотные круги, оборудование для мастерских. Весь груз из Бельгии прибывал на пароходах в Таганрог.
В конце декабря 1863 года состоялось торжественное открытие дороги, её протяжённость составила 66 вёрст. С января 1864 года началось регулярное движение.
При открытии дорога имела 4 паровоза имевших собственные имена («Казак», «Ермак», «Атаман» и «Грушевский»), 161 полувагон, 8 зимних пассажирских и 6 летних пассажирских вагонов. Позднее на Коломенском заводе были заказаны пассажирские паровозы.
На станции Максимовка было построено паровозное депо с ремонтными мастерскими.
В 1871 году до Аксайской дошли поезда из Воронежа по Воронежско-Ростовской железной дороге. Тогда же обе дороги были объединены. Объединённая дорога получила название Воронежско-Ростовской, её управление находилось в Новочеркасске.